# Ячеистая топология

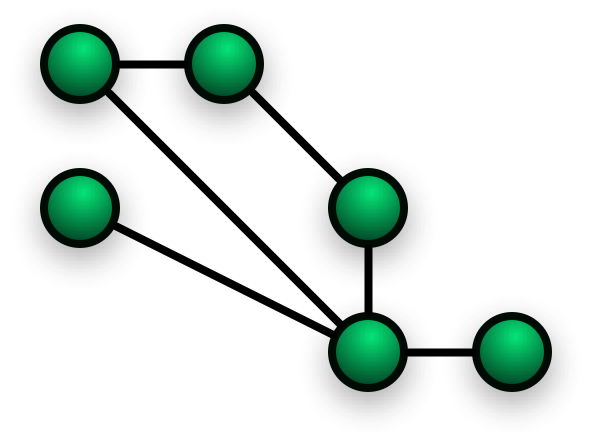
Иллюстрация частично подключённой ячеистой сети. Полностью подключённая ячеистая сеть — это то, где каждый узел подключён к каждому другому узлу в сети.

Ячеистая топология (mesh-сеть) — сетевая топология компьютерной сети, построенная на принципе ячеек, в которой рабочие станции сети соединяются друг с другом и способны принимать на себя роль коммутатора для остальных участников. Данная организация сети является достаточно сложной в настройке, однако при такой топологии реализуется высокая отказоустойчивость. Как правило, узлы соединяются по принципу «каждый с каждым». Таким образом, большое количество связей обеспечивает широкий выбор маршрута трафика внутри сети — следовательно, обрыв одного соединения не нарушит функционирования сети в целом.

## Сетевая топология
Сетевая тополо́гия — конфигурация графа, вершинам которого соответствуют конечные узлы сети (компьютеры) и коммуникационное оборудование (маршрутизаторы), а рёбрам — физические или информационные связи между вершинами.
Сетевая топология может быть:
- физической — описывает реальное расположение и связи между узлами сети;
- логической — описывает хождение сигнала в рамках физической топологии;
- информационной — описывает направление потоков информации, передаваемых по сети;
- управления обменом — это принцип передачи права на пользование сетью.

## Беспроводные ячеистые сети
Сеть беспроводных устройств, функционирующая по принципам ячеистой топологии, называется беспроводной ячеистой сетью.
Ячеистые сети изначально разрабатывались в военных целях и, как правило, являются беспроводными. За последнее время размер устройств, стоимость, а также их энергопотребление снизились, и стало возможным добавление нескольких радиомодулей на один узел. Вследствие чего каждая ячейка получила возможность одновременно выполнять несколько полезных функций, таких как клиентский доступ, сканирование, требуемое для высокоскоростных передач в мобильных приложениях и прочие.
Для разработки такого типа сетей полезными оказываются знания методов теории игр, которые помогают анализировать стратегии выделения ресурсов и построения маршрутов в ячеистой топологии.
Узлы первых беспроводных ячеистых сетей представляли собой устройства, способные работать только в режиме полудуплекс.
Позднее, с развитием радиомодулей, стало естественным осуществление приёма и передачи одновременно на разных частотах или CDMA-каналах, что резко подтолкнуло развитие сетей с ячеистой топологией.

### Общие особенности
- «Интеллектуальность» сети

Является одной из ключевых особенностей беспроводной ячеистой сети. «Интеллектуальность» означает, что при подключении каждая точка автоматически получает информацию обо всех других точках доступа в сети и «выясняет» свою роль. Такое поведение исключает необходимость постоянного администрирования и способствует быстрому развёртыванию.
- Самовосстановление и самоадаптация

Как можно понять из предыдущего пункта — как только сеть включена и начинает функционировать, то каждое устройство автоматически определяет состояние соседей и свою роль в общей топологии. Поэтому, при выходе из строя одного из узлов, сеть способна перенаправить данные — то есть переопределить маршруты автоматически.
- Быстрое и недорогое развёртывание

Развёртывание ячеистой сети не требует дорогостоящей инфраструктуры и прокладки кабелей. Кроме того, в силу способностей к самовосстановлению и самоадаптации — данная сеть является экономной в эксплуатации.

### Организация сети
Беспроводные ячеистые сети — первый шаг в направлении экономически эффективных и динамических сетей с высокой пропускной способностью. Такая топология, по сути, является сетью маршрутизаторов, лишённой проводов между узлами. Беспроводная ячеистая сеть построена на Peer radio-устройствах, которые не требуют кабельного соединения, необходимого для традиционных беспроводных точек доступа. Mesh-топология позволяет передавать данные на большие расстояния путём разбиения длинного маршрута на серию коротких переходов между узлами — хопов/hops. Промежуточные узлы не только усиливают сигнал, но и совместно передают его от точки A до точки B — осуществляют переадресацию, основываясь на их знании о сети в целом. Другими словами — каждый узел осуществляют маршрутизацию. Такая архитектура, при тщательной разработке и анализе, может обеспечить высокую пропускную способность, спектральную эффективность и экономическое преимущество в зоне покрытия.
Топология беспроводной ячеистой сети относительно постоянна. Только в случаях внезапного отключения или добавления новых узлов могут быть инициированы процессы изменения структуры сети. Маршрут трафика, будучи сформированным большим числом конечных пользователей — редко меняется. Практически весь трафик в топологии ячеистой сети либо направлен через шлюз, либо исходит из него, в то время как в беспроводных ad-hoc сетях трафик течёт между произвольной парой узлов.
Данный тип топологии может быть децентрализованным или централизованным — в зависимости от присутствия в сети главного сервера, оба подхода относительно недороги, надёжны и отказоустойчивы, так как задача каждого узла — передача трафика только до следующего узла сети. Каждое устройство выполняет функции маршрутизатора по передаче данных от соседних узлов к удалённым участникам сети, для достижения которых недостаточно одного перехода. В результате получена сеть, способная покрывать огромные расстояния, не теряя своей устойчивости. Надёжность Mesh-топологии обеспечивается так же тем, что каждый узел соединён с несколькими соседями. Это значит, что при выбывании узла из топологии из-за неисправностей устройства или по каким-либо другим причинам, его соседи смогут быстро перестроить маршрут для трафика, используя свои протоколы маршрутизации.

### Области применения
Ячеистые сети можно применить для решения широкого спектра задач — наблюдения за полем боя, телеметрия гоночного автомобиля в реальном времени, настройка сети в условиях неблагоприятной окружающей среды и пр. В зависимости от поставленной задачи, можно настроить поведение ячеистой структуры наиболее подходящим образом. Такая гибкость обеспечивается большим количеством разнообразных возможностей и особенностей данной топологии, которые можно комбинировать произвольным способом. Например, одной из наиболее полезных для применения особенностей ячеистой сети является возможность реализации протокола VoIP поверх ячеистой топологии, используя схему QoS. Такая реализация позволяет поддерживать локальные телефонные разговоры за счёт ресурсов сети. В число устройств могут входить как стационарные, так и мобильные, что, опять же, обеспечивает лёгкость развёртывания и гибкость настройки при решении конкретной задачи.

### Функционирование
Принцип во многом напоминает способ перемещения пакетов в проводной сети — данные перемещаются от одного устройства к другому до тех пор, пока пакет не достигнет назначенного получателя. Это обеспечивается алгоритмами динамической маршрутизации, встроенными в каждое устройство. Для реализации таких динамических протоколов необходимо, чтобы все устройства сети регулярно обменивались маршрутной информацией между собой. После чего каждый узел определяет, что он должен сделать с полученной информацией — либо передать пакет на следующее устройство, либо сохранить его, согласно указаниям протокола. Кроме того, алгоритмы маршрутизации должны соответствовать требованию о кратчайшем маршруте — то есть строить наиболее подходящий и эффективный маршрут до узла назначения.

## Коммерческие mesh-маршрутизаторы
Цифровые радиоприёмники ZigBee встраиваются в некоторые устройства бытовой техники, включая те, которые функционируют от батареек. ZigBee-радиомодули произвольным образом организуются в ячеистую сеть, используя AODV-маршрутизацию; передача и приём синхронизированы. Это означает, что радиомодули могут быть выключены большую часть времени для экономии потребления энергии.
В начале 2007 года фирма Meraki запустила свой проект — беспроводной мини-mesh-маршрутизатор. Данная разработка — пример беспроводной ячеистой сети с заявленной скоростью обмена данными 50 Мбит/сек. Протокол беспроводной связи 802.11 был оптимизирован в устройствах Meraki для передачи данных на большие расстояния, что обеспечило покрытие на расстояния более 250 метров.
В 2019 году Xiaomi выпустила Mi Mesh Router для расширения диапазона беспроводной сети в больших офисах и домах. Система представляет собой комплект из 2 и более роутеров, работающих между собой в связке и обеспечивающих покрытие большей площади.

## Использование
Связь в регионах с неразвитой инфраструктурой
Ноутбуки программы One Laptop Per Child используют беспроводные ячеистые сети для предоставления учащимся возможности обмениваться файлами и подключаться к сети интернет даже при отсутствии рядом каких-либо средств физического подключения, таких как кабели, мобильные телефоны и пр.
В сельском районе Каталонии в 2004 году была разработана сеть guifi.net — как ответ на недоступность широкополосного интернета в регионе, ввиду того, что местные интернет-провайдеры практически не предоставляли данного вида услуг. На сегодняшний день в этой сети существует более 30000 узлов и, благодаря peer to peer соглашению, данная сеть остаётся открытой, свободной и нейтральной с обширными возможностями резервирования.
Связь в крупных корпоративных средах
Решение проблемы «бутылочного горлышка». У беспроводных сетей, предназначенных для крупных корпоративных сред есть существенный недостаток — так называемый эффект «Бутылочного горлышка», который можно наблюдать при использовании большого количества точек доступа. Другими словами: при большом числе подключений наблюдается резкое снижение пропускной способности сети. Это объясняется особенностями точек доступа стандарта 802.11, которые предоставляют разделяемую среду, где в данный момент времени только одна из них может вести передачу данных.

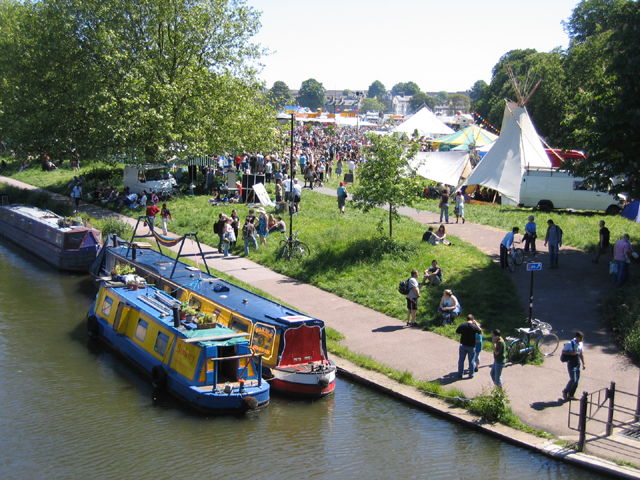
Strawberry fair в Кембридже

Таким образом, в традиционной сети все клиенты подключаются к единственной точке доступа, имеющей выход в интернет. В сети с ячеистой топологией любое устройство способно выступать как в роли маршрутизатора, так и точки доступа. Такой принцип позволяет при большой нагрузке на устройство перенаправить данные на ближайшего, менее загруженного соседа.
Связь на массовых мероприятиях
3 июня 2006 года, в Кембридже, ячеистая сеть была использована на традиционном музыкальном фестивале «Strawberry Fair» для запуска мобильных сервисов live-телевидения, радио и интернета для, приблизительно, 80000 человек.
Военное дело
Беспроводные ячеистые сети на сегодняшний день используются силами армии США для обеспечения соединения компьютеров — в основном, защищённых ноутбуков, при проведении полевых операций.
Энергетика
Установленные на конечных узлах электросчётчики собирают общую информацию, передавая измеренные показания от одного к другому, а в итоге — в центральный офис для выставления счёта клиенту. Такая организация позволяет исключить необходимость использования человеческого труда для снятия показаний приборов, а также избавиться от кабелей для подключения счётчиков.
Спутниковая связь

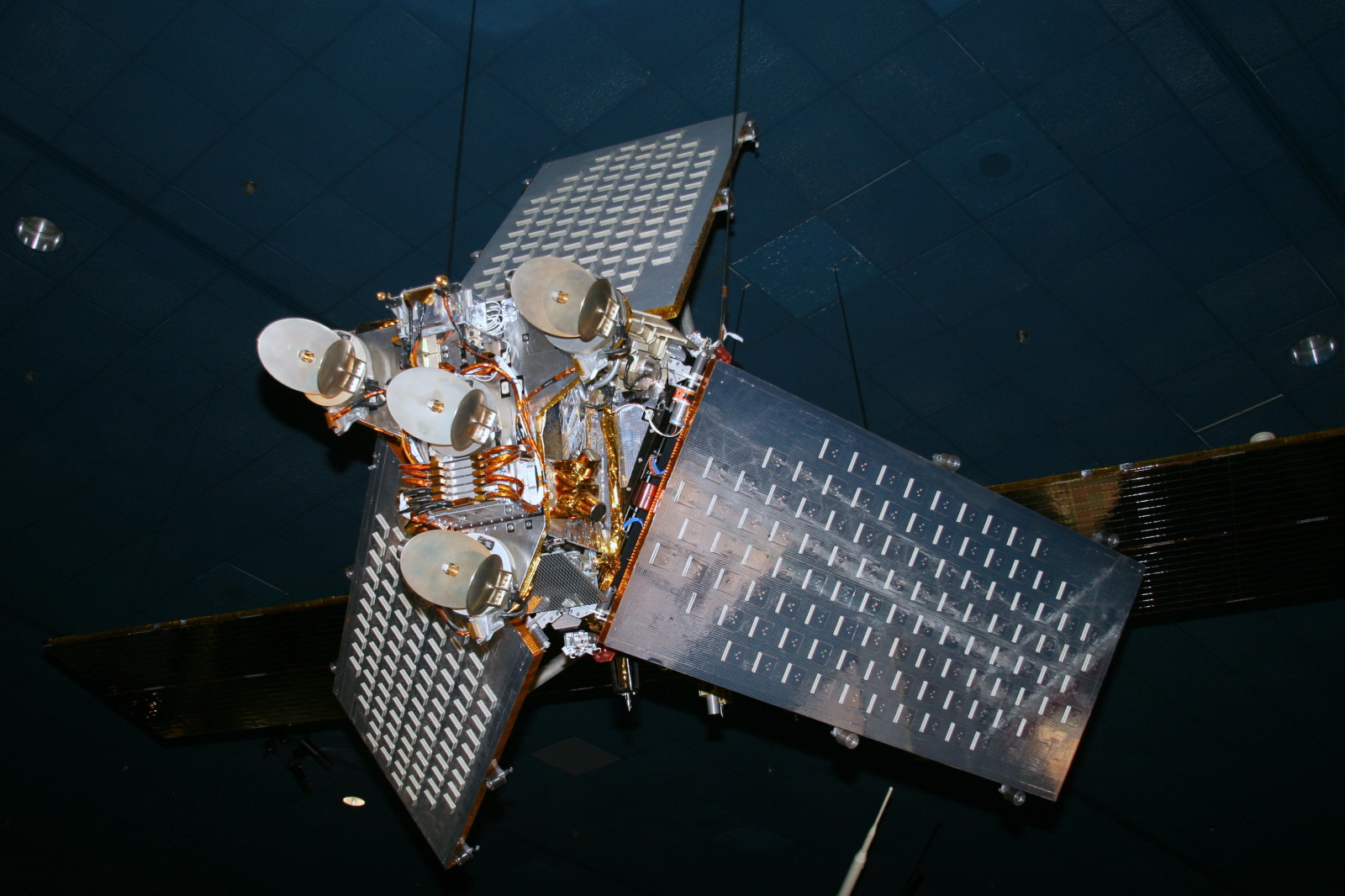
Спутник Иридиум

66 спутников созвездия Иридиум функционируют как единая mesh-сеть с беспроводными соединениями между соседними спутниками. Звонок между двумя спутниковыми телефонами передаётся через ячеистую сеть от одного спутника до другого внутри «созвездия» без необходимости взаимодействия со станциями связи на Земле. Это обеспечивает более короткие пути следования сигнала, снижает задержку при разговоре, а также позволяет «созвездию» функционировать, используя гораздо меньшее количество земных спутниковых станций, чем потребовалось бы для 66 традиционных спутников связи.